# Хирамагомедов, Гаджимурад Сапиюлаевич
Гаджимурад Хирамагомедов (род. 21 августа 1991 года, Цуриб, Чародинский район, Дагестан, РФ) — российский боец смешанных единоборств, представитель полусредней весовой категории. Выступает на профессиональном уровне с 2015 года, известен по участию в турнирах престижной бойцовской организации ACA.

## Биография
Родился 21 августа 1991 года в селе Цуриб Чародинского района республики Дагестан. По национальности аварец.
Гаджимурад начал заниматься спортом с детства. В возрасте 6 лет его отдали на танцы, но он упросил родителей отдать его в вольную борьбу, и в результате его перевели в вольную борьбу. С 7 до 19 лет он занимался вольной борьбой, затем перешел на тайский бокс - тренировался под руководством Шамиля Амирова, главного тренера бойцовского клуба "Файтер". Хирамагомедов также тренировался под руководством заслуженного тренера России Елесина Николая Анатольевича, воспитавшего многих титулованных спортсменов. Двукратный чемпион мира по ММА среди любителей, двукратный чемпион России и обладатель Суперкубка России по ММА. Его дебют в профессиональном ММА состоялся в 2015 году.
Союз ММА России пожизненно дисквалифицировал бойца Гаджимурада Хирамагомедовых.

## Спортивные достижения
- Чемпионат мира по ММА (Прага 2015[3]) —
- Чемпионат мира по ММА (Минск 2014[4]) —
- Открытый Кубок Москвы по союзу ММА России (Москва 2014[5]) — ;

## Семья
- Брат — Хирамагомедов, Гамзат Сапиюлаевич — российский самбист и боец смешанных единоборств, призёр чемпионатов России и Европы по боевому самбо, мастер спорта России.

## Статистика ММА
| Боёв 16  | Побед 12 | Поражений 4 |
| -------- | -------- | ----------- |
| Нокаутом | 1        | 1           |
| Сдачей   | 1        | 0           |
| Решением | 10       | 3           |

| Результат | Рекорд | Соперник               | Способ                          | Турнир                              | Дата             | Раунд | Время | Место             | Примечание                                                  |
| --------- | ------ | ---------------------- | ------------------------------- | ----------------------------------- | ---------------- | ----- | ----- | ----------------- | ----------------------------------------------------------- |
| Поражение | 12-5   | Альберт Туменов        | Нокаут (удар)                   | ACA 146: Абдурахманов - Пессоа      | 24 декабря 2022  | 3     | 5:00  | Грозный, Россия   | Претендетский бой за титул чемпиона ACA в полусреднем весе. |
| Победа    | 12-4   | Ирвинг Ромеро Мачадо   | Решением (единогласным)         | ACA 139: Вартанян - Илунга          | 21 мая 2022      | 3     | 5:00  | Москва, Россия    |                                                             |
| Победа    | 11-4   | Виталий Слипенко       | Решением (единогласным)         | ACA 129: Сарнавский - Магомедов     | 24 сентября 2021 | 3     | 5:00  | Москва, Россия    |                                                             |
| Победа    | 10-4   | Георгий Кичигин        | Решением (единогласным)         | ACA 118: Абдулаев - Вагаев 2        | 26 февраля 2021  | 3     | 5:00  | Москва, Россия    |                                                             |
| Победа    | 9-4    | Элиас Сильверио        | Решением (единогласным)         | ACA 113: Керефов - Гаджиев          | 6 ноября 2020    | 3     | 5:00  | Москва, Россия    |                                                             |
| Поражение | 8-4    | Абубакар Вагаев        | Решением (единогласным)         | ACA 107: Емельяненко - Исмаилов     | 24 июля 2020     | 3     | 5:00  | Сочи, Россия      |                                                             |
| Победа    | 8-3    | Адам Таунсенд          | Решением (единогласным)         | ACA 99: Багов - Халиев              | 27 сентября 2019 | 3     | 5:00  | Москва, Россия    |                                                             |
| Поражение | 7-3    | Беслан Ушуков          | Решением (раздельным)           | ACA 95 Moscow                       | 27 апреля 2019   | 3     | 5:00  | Москва, Россия    |                                                             |
| Победа    | 7-2    | Шараф Давлатмуродов    | Решением (единогласным)         | ACB 86 Balaev vs. Raisov 2          | 5 мая 2018       | 3     | 5:00  | Москва, Россия    |                                                             |
| Победа    | 6-2    | Маркос Антонио Сантана | Решением (единогласным)         | ACB 78 Young Eagles 24              | 13 января 2018   | 3     | 5:00  | Грозный, Россия   |                                                             |
| Победа    | 5-2    | Джесси де ла Пена      | Сабмишном (удушение гильотиной) | Glory of Heroes Jinan               | 23 декабря 2017  | 1     | 2:25  | Цзинань, Китай    |                                                             |
| Поражение | 4-2    | Георгий Кичигин        | Решением (раздельным)           | FNG Fight Nights Global 65          | 19 мая 2017      | 5     | 5:00  | Астана, Казахстан |                                                             |
| Победа    | 4-1    | Георгий Лобжанидзе     | Решением (единогласным)         | FNG Fight Nights Global 61          | 11 марта 2017    | 3     | 5:00  | Брянск, Россия    |                                                             |
| Победа    | 3-1    | Юрий Изотов            | Решением (единогласным)         | EFN - Fight Nights Global 53, Day 1 | 7 октября 2016   | 3     | 5:00  | Москва, Россия    |                                                             |
| Победа    | 2-1    | Доминик Шобер          | Техническим нокаутом (удары)    | OFS - Octagon Fighting Sensation 8  | 8 мая 2016       | 2     | 3:12  | Москва, Россия    |                                                             |
| Победа    | 1-1    | Томаш Романовский      | Решением (единогласным)         | EFN - Fight Nights Dagestan         | 25 сентября 2015 | 3     | 5:00  | Каспийск, Россия  |                                                             |
| Поражение | 0-1    | Ованес Абгарян         | Нокаутом (удар)                 | Fight Nights - Fight Club 3         | 19 марта 2015    | 1     | 0:50  | Москва, Россия    | Дебют в проф. ММА                                           |